# Phialopsis diegensis
Phialopsis diegensis is een hydroïdpoliep uit de familie Eirenidae. De poliep komt uit het geslacht Phialopsis. Phialopsis diegensis werd in 1909 voor het eerst wetenschappelijk beschreven door Torrey. 